# Улоф Рудбек (старший)
Улоф Йоганн Рудбек (швед. Olof Johannis Rudbeck d.ä.; нар. 13 вересня 1630, Вестерос, Швеція — пом. 12 грудня 1702, Уппсала, Швеція) — шведський науковець — анатом, ботанік і атлантолог, також вивчав і викладав математику, фізику і музику.

## Життєпис
Улоф Рудбек народився 13 вересня 1630 року в місті Вестерос.
Він здобув освіту в Уппсальському і Лейденському університетах.
У 1653 році зробив відкриття лімфатичних судин; був доцентом ботаніки в Уппсальському університеті, де заснував ботанічний сад, який згодом, завдяки Ліннею, набув великого значення; потім був професором анатомії і ректором університету.
Рудбек склав велику працю по ботаніці з малюнками, гравіруванням на дереві, для чого він виготовив 11 000 малюнків рослин; у 1701 році була видана друга частина цієї праці під заголовком Campi Elysii liber secundus; екземпляри першої частини, крім двох, згоріли в 1702 році і лише в 1863 році з'явилося нове видання цієї частини, в кількості 20 екземплярів.
Крім того, Рудбек написав:Hortus botanicus (Упсала, 1685 (лат.)) і Atland eller Manheim, Atlantica sive Manheim, vera Japheti posterorum sedes et partia (Упсала, 1675—1698, 3 т. (лат.)), в якому Рудбек намагався довести, що Швеція — це Атлантида Платона.

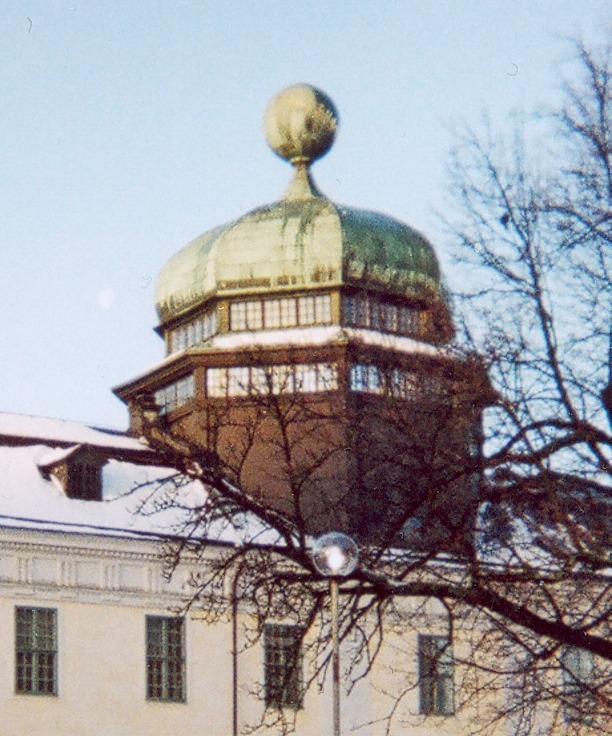
Купол над будівлею Густавіанума

Син Рудбека, Улоф (1660—1740), також був відомим вченим, медиком і природодослідником, професором Уппсальського університету. Іншим відомим нащадком дослідника був Альфред Нобель.

## Дослідження в анатомії
Рудбек був одним з перших учених, що вивчали лімфатичні вузли. У Швеції він вважається першовідкривачем лімфатичної системи людини, оскільки навесні 1652 року представив свої результати при дворі королеви Христини. Однак він не опублікував їх до кінця 1653 року, і тим самим данець Томас Бартолін випередив його, опублікувавши аналогічне дослідження раніше. Дослідження лімфатичної системи приблизно в цей же час також проводились Гаспаро Аселлі і Жаном Пеке.
Дослідження Рудбека були підтримані королевою. В одному з будинків університету, Густавіанумі, він побудував купол, в якому розмістив анатомічний театр. У театрі проводилися заняття зі студентами. Купол досі існує і відноситься до найбільш відомих визначних пам'яток Уппсали.

## Дослідження в атлантологіі

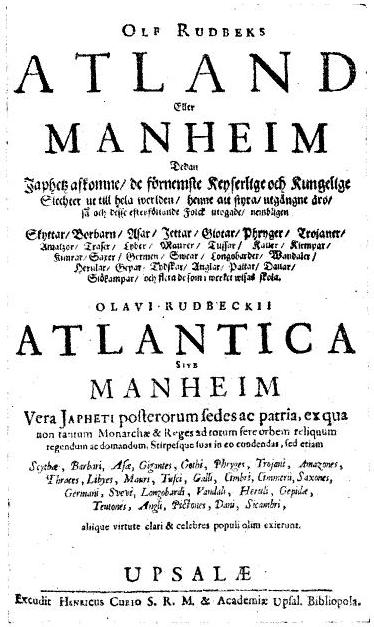
Титульна сторінка Atland eller Manheim, Atlantica sive Manheim, vera Japheti posterorum sedes et patria

Рудбек широко відомий своїм твором «Атлантика» (Atland eller Manheim, Atlantica sive Manheim, vera Japheti posterorum sedes et partia, Уппсала, 1675—1698, 3 т. (лат.)), в якому ототожнює стародавню готську (тобто шведську в його інтерпретації) державу з міфічною Атлантидою, описаною Платоном як зниклу стародавню державу з ідеальним суспільним устроєм. Розвиваючи цю ідею, Рудбек прийшов до висновку про те, що Швеція — колиска людства.

## Ректор університету
У 1662 році Рудбек був призначений ректором Уппсальського університету. Хоча його сангвінічний темперамент і самовпевненість не завжди дозволяли йому приймати правильні рішення, він, безсумнівно, увійшов в історію як один з найвидатніших ректорів університету. Впродовж 30 років, завдяки прихильності канцлера Делагарді, він фактично одноосібно керував університетом. З його ім'ям пов'язаний період будівництва в 1660-і роки. При ньому були побудовані багато нині існуючих будівель. На місці колишньої кафедри Уппсальского католицького архієпископа він особисто спланував будівництво університетського кампусу, описане в третій частині «Атлантики». Через річку був перекинутий підвісний міст, який перебував там же, де і сучасний міст. До заслуг Рудбека слід віднести і те, що в 1669 році Делагарді передав у дар університету свою колекцію рукописів, що включає Молодшу Едду і переклад Вульфіли Євангелія готською мовою.
У 1702 році під час пожежі в Уппсалі Рудбек проявив самовідданість, рятуючи університетську бібліотеку та цінні колекції..
Карл Лінней на честь Улофа Рудбека (старшого) і його сина Улофа Рудбека (молодшого) дав назву Рудбекія (Rudbeckia) роду південноамериканських трав, що красиво цвітуть.